# Aphis parietariae
Aphis parietariae är en insektsart. Aphis parietariae ingår i släktet Aphis och familjen långrörsbladlöss. Inga underarter finns listade i Catalogue of Life.